# Марсел Райх-Раницки
Марсел Райх-Раницки (на немски: Marcel Reich-Ranicki) е германски писател и литературен критик, роден във Влоцлавек, Полша.

## Биография

### Ранен живот
Марсел Райх е роден на 2 юни 1920 г. в Полша, в семейството на евреина Давид Райх, дребен фабрикант, и съпругата му Хелене, германка. През 1929 г. семейството се преселва в Берлин. През 1938 г. като полски евреи са изгонени обратно в Полша. През ноември 1940 г. Марсел Райх и неговите родители се озовават във Варшавското гето, където младият Райх намира работа като главен преводач за Еврейския съвет и пише музикална критика за сътрудничещия с властите вестник „Газета Жидовска“ (Еврейски вестник).
Райх се жени за съпругата си Теофила на 22 юли 1942 г. – първия ден от масовите транспорти до концлагера за унищожение Треблинка (служителите на Еврейския съвет и техните съпруги са изключени от първия тур на депортирането). Работата на Райх като преводач го прави очевидец на срещите между еврейските и нацистките власти. През 1943 г. Райх и съпругата му успяват да избягат от гетото. Родителите му и брат му загиват в Холокоста. Сестра му оцелява, понеже малко преди войната емигрира с мъжа си в Англия.
През 1944 г. Райх постъпва в Полската народна армия (Armia Ludowa) и служи в Министерството за обществена безопасност, където е назначен в отдела за цензура. След края на войната Райх встъпва в комунистическата Полска работническа партия.
През 1948 – 1949 г. Райх е полски дипломат и разузнавач (действащ под псевдонима „Раницки“) в Лондон. През 1949 г. е отзован от Лондон във Варшава, а през 1950 г. е уволнен от разузнавателната служба и изключен от партията по обвинение в „идеологическо отклонение“. За кратко е пратен в затвора.
Впоследствие Райх развива кариера като редактор, издател на източногермански автори и писател на свободна практика, сътрудничещ на вестници и радиото с фокус върху немската литература.

### Живот в Германия
Разочарован от ограничавенето на свободата му в Полската народна република, Райх емигрира през 1958 г. със съпругата и сина си във Федерална република Германия и се установява в Хамбург. Там започва да пише за водещи немски периодични издания, включително Ди Велт и Франкфуртер алгемайне цайтунг. В Полша Райх е публикувал под псевдонима „Раницки“, кодовото му име на разузнавач. По съвет на художествения редактор на Франкфуртер алгемайне приема професионалното име Марсел Райх-Раницки. От 1963 до 1973 г. е литературен критик за немския седмичник Ди Цайт, издаван в Хамбург.
През 1973 г. Райх-Раницки се преселва във Франкфурт, където от 1973 до 1988 г. ръководи литературния екип на ежедневника Франкфуртер алгемайне цайтунг. До края на живота си пише и редактира за този вестник.
От 1971 до 1975 г. Райх-Раницки е гост-професор в Стокхолм и Упсала. През 1974 г. е удостоен с титлата почетен професор в Тюбингенския университет. През 1990 и 1991 г. е гост-професор в Университета на Карлсруе, а през 1991 и 1992 г. е гост-професор в Университета „Хайнрих-Хайне“ в Дюселдорф.
Макар през по-голямата част от живота си да пише върху немска литература, Райх-Раницки публикува също книги върху американска и полска литература. Съпругата и синът му го насърчават да напише своята автобиография, „преди да е станало твърде късно“. Издадена през 1999 г., „Моят живот“ на Райх-Раницки става бестселър в Германия.
През февруари 2006 г. писателят получава почетната титла „Доктор хонорис кауза“ от Университета в Тел Авив. През февруари 2007 г. Хумболтовият университет на Берлин му връчва почетната титла „Доктор хонорис кауза“. Това е същият университет, в който Марсел Райх е кандидатствал през 1938 г., но молбата му е била отхвърлена поради еврейския му произход.
Синът на Райх-Раницки, Андрю Раницки, става професор по математика в Единбургския университет. Съпругата му Теофила Райх-Раницки го предхожда в смъртта с две години и умира през 2011 г.
Марсел Райх-Раницки умира на 18 септември 2013 във Франкфурт на Майн на 93-годишна възраст с диагноза рак на простатата.

### Публикации(подбор)
- Literarisches Leben in Deutschland. Kommentare und Pamphlete München, 1963
- Deutsche Literatur in West und Ost, 1963
- Wer schreibt provoziert. Pamphlete und Kommentare, 1966
- Literatur der kleinen Schritte. Deutsche Schriftsteller heute, 1967
- Die Ungeliebten. Sieben Emigranten, 1968
- In Sachen Böll. Ansichten und Einsichten, 1968
- Lauter Verrisse, 1970
- Lauter Lobreden, 1985
- Über Ruhestörer. Juden in der deutschen Literatur, 1973
- Nachprüfung. Aufsätze über deutsche Schriftsteller von gestern, 1977
- Entgegnung. Zur deutschen Literatur der siebziger Jahre, 1981
- Thomas Mann und die Seinen, 1987
- Der doppelte Boden. Ein Gespräch mit Peter von Matt, 1992
- Die Anwälte der Literatur, 1994
- Ungeheuer oben. Über Bertolt Brecht, 1996
- Der Fall Heine, 1997
- Sieben Wegbereiter. Schriftsteller des 20. Jahrhunderts, 2002
- Goethe noch einmal. Reden und Anmerkungen, 2002
- Meine Bilder. Porträts und Aufsätze, 2003
- Lauter schwierige Patienten. Gespräche mit Peter Voß über Schriftsteller des 20. Jahrhunderts, 2003
- Unser Grass, 2003
- Vom Tag gefordert. Reden in deutschen Angelegenheiten, 2001
- Wir sitzen alle im gleichen Zug, 2003

### Автобиография
- Mein Leben, 1999

### Съставителства
- Auch dort erzählt Deutschland. Prosa von „Drüben“, 1960
- 16 polnische Erzähler, 1962
- Erfundene Wahrheit. Deutsche Geschichten seit 1945, 1965
- Gesichtete Zeit. Deutsche Geschichten 1918 – 1933, 1969
- Anbruch der Gegenwart. Deutsche Geschichten 1900 – 1918, 1971
- Verteidigung der Zukunft. Deutsche Geschichten seit 1960, 1972
- Frankfurter Anthologie, 1978 – 2010 (33 Einzelbände)
- 1000 Deutsche Gedichte und ihre Interpretationen, 1995 (Zehn Bände)
- 1400 Deutsche Gedichte und ihre Interpretationen. Chronologisch von Walther von der Vogelweide bis Durs Grünbein, 2002 (Zwölf Bände)
- Meine Gedichte von Walther von der Vogelweide bis heute, 2003
- Romane von gestern – heute gelesen, 1996 (Drei Bände; 1900 – 1918; 1918 – 1933; 1933 – 1945)
- Meine Geschichten. Von Johann Wolfgang von Goethe bis heute, 2003 (Anthologie)
- Der Kanon. Die deutsche Literatur. Romane. 20 Bände und ein Begleitband, 2002
- Der Kanon. Die deutsche Literatur. Erzählungen. 10 Bände und ein Begleitband, 2003
- Der Kanon. Die deutsche Literatur. Dramen. 8 Bände und ein Begleitband, 2004
- Der Kanon. Die deutsche Literatur. Gedichte. 7 Bände und ein Begleitband, 2005
- Der Kanon. Die deutsche Literatur. Essays. 5 Bände und ein Begleitband, 2006

### Телевизионни поредици
- Das literarische Kaffeehaus (1964 – 1967)[5]
- Das Literarische Quartett (1988 – 2001)
- Lauter schwierige Patienten (2001)
- Reich-Ranicki Solo (2002)[6]
- Was taugen unsere Klassiker? (2005)

## Награди и отличия
- Silbernes und Goldenes Verdienstkreuz (Polen) (1946)[7]
- Ehrendoktorwürde der Universität Uppsala (1972)
- Почетна награда на „Дружество Хайнрих Хайне“ (1976)
- Награда Рикарда Хух (1981)
- Wilhelm-Heinse-Medaille der Akademie der Wissenschaften und der Literatur in Mainz (1983)
- Goethe-Plakette der Stadt Frankfurt am Main (1984)
- Награда Томас Ман (1987)
- Bambi-Kulturpreis (1989)
- Hessischer Verdienstorden (1990)
- Bayerischer Fernsehpreis (1991)
- Награда Херман Зинсхаймер für Literatur und Publizistik (1991)
- Ehrendoktorwürden der Universität Augsburg und Otto-Friedrich-Universität Bamberg (1992)
- Wilhelm-Leuschner-Medaille (1992)
- Награда Лудвиг Бьорне (1995)
- Cicero-Rednerpreis (1996)
- Ehrendoktorwürde der Heinrich-Heine-Universität Düsseldorf (1997)
- Хесенска културна награда (1999)
- Награда Фридрих Хьолдерлин на град Бад Хомбург (2000)
- Samuel-Bogumil-Linde-Preis (2000)
- Goldene Kamera (2000)
- Ehrendoktorwürde der Universität Utrecht (2001)
- Ehrendoktorwürde der Ludwig-Maximilians-Universität München (2002)
- Награда Гьоте на град Франкфурт на Майн (2002)
- Голям орден за заслуги на Федерална република германия със звезда (2003)[8]
- Europäischer Kulturpreis (2004)
- Staatspreis des Landes Nordrhein-Westfalen (2005)
- Ehrendoktorwürden der Freien Universität Berlin|Freien Universität Berlin (2006)
- Ehrendoktorwürden der Universität Tel Aviv (2006)
- Ehrendoktorwürde der Humboldt-Universität zu Berlin (2007)
- Namenspatron des Lehrstuhls für deutsche Literatur der Universität Tel Aviv (Inauguration des Lehrstuhls: 2007)
- Henri-Nannen-Preis für sein journalistisches Lebenswerk (2008)
- Deutscher Fernsehpreis (2008)
- Offizier im Orden von Oranien-Nassau (2010)
- Медал Лудвиг Бьорне (2010)
- Internationaler Mendelssohn-Preis zu Leipzig (Kategorie: Gesellschaftliches Engagement, 2011)[9]
- Berliner Bär (2012)
- Rede des Jahres (vergeben vom Seminar für Allgemeine Rhetorik der Eberhard Karls Universität Tübingen) 2012 zum Tag des Gedenkens an die Opfer des Nationalsozialismus, gehalten am 27. Januar im Deutschen Bundestag.